# サイバーダイバー
サイバーダイバー（CYBER DIVER）はタイトーより2009年12月17日に発売されたアーケード用オンライン対戦型アクションシューティングゲーム（FPS）である。略称は「サイダイ」（「最大」とも掛けている）。

## 概要
『ハーフライフ2 サバイバー』（以下「HL2S」）のスタッフが開発したタイトーオリジナルのFPSで、サービスを終了した『HL2S』の実質的な後継作品である。『HL2S』と同様、タイトーのアーケード用ネットワークサービス『NESYS』に対応しており、全国対戦が可能である。また、専用カードを使えば全モードネットワーク対応ランキングに参加できる。オンラインアップデートも随時行われている。
基本は『HL2S』とほぼ同じだが、『HL2S』のリアル路線とは異なり、本作は架空の会社「GENESYS社」（ジェネシスしゃ）が「Cyber Link System」（サイバーリンクシステム、CLS）を介して提供する「サイバーワールド」と呼ばれる仮想の戦場世界にプレイヤーがダイブ（潜入）して、その世界で戦闘ゲームを行うという、近未来路線の設定になっている。ストーリーモードも設けておらず、店内もしくはオンライン対戦に特化したゲームとなっている。
アーケード基板にはTaito Type X2を使用。サウンドにはTX SURROUNDを搭載（DXタイプの筺体のみ）。インターフェースとして左右のスティックと2つのペダルを使用する。
2014年3月31日朝6時を以てネットワークサービスが終了。以降はオフラインでの稼働となる。

## ゲームモード
- 全国バトル - 全国のプレイヤーと5人対5人のオンライン対戦を行うモード。
- 店内バトル - 店内のプレイヤーと最大5人対5人の対戦を行うモード。
- シングルバトル - 1人でCOMの敵と戦うスコアアタックモード。

## キャラクター
- サイキッカー（PSYCHICER） - フォースを武器にして戦う初心者向けのキャラ。人間型。
- レンジャー（RANGER） - 機動性に優れた初心者向けのキャラ。人間型。
- ガーディアン（GUARDIAN） - 耐久性が高く、近距離攻撃にも優れているが機動性が低い、中・上級者向けのキャラ。ロボット型。
- スナイパー（SNIPER） - 狙撃などの遠距離攻撃に優れているが、耐久性に弱い、中・上級者向けのキャラ。ロボット型。
- メディック（MEDIC） - 味方や自分への回復手段や、敵への状態異常攻撃に優れている、中・上級者向けのキャラ。初期装備にチェーンソーも持っているおっかない一面もある。人間型。
- ダミー（DUMMY） - Spec1.5より登場。他ジョブの武器をほぼ全て使いこなせ、手数も多く出せるが、耐久力が低い、中・上級者向けのキャラ。ロボット型。

## 武器
｛サイキッカー｝
・初期装備（スペシャルアクション等）
ファイアーブレード
サブマシンガン
マグナム

## バージョンアップ履歴
バージョンは本作では「Spec」（スペック）と称している（正確なバージョンナンバーも存在する）。また各種バトルステージやランキングなどのアップデートは「Rev」（リビジョン）と区切られて更新され、大型アップデートの場合はシーズンナンバリングも更新される。主にキャラクターの能力や武器の性能の向上がメインである。バトルステージ（マップ）の追加はバージョンアップのタイミングに関係なく順次行われている。
- Spec1.0 - 稼働開始時のバージョン。
- Spec1.1（Ver 1.06） - 2010年1月28日稼働。
- Spec1.2（Ver 1.07） - 2010年2月15日稼働。
- Spec1.3（Ver 1.08） - 2010年3月30日稼働、これより2ndシーズン。
- Spec1.4（Ver 1.09） - 2010年5月25日稼働。
- Spec1.5（Ver 1.11） - 2010年7月7日稼働、これより3rdシーズン。
- Spec1.6（Ver 1.13） - 2010年12月10日稼働、これより4thシーズン。
- Spec1.7（Ver 1.16） - 2011年4月26日稼働、これより5thシーズン。
- Spec1.8（Ver 1.17） - 2011年9月1日稼働、これより6thシーズン。
- Spec1.9（Ver 1.18） - 2012年2月14日稼働、これより7thシーズン。
- Spec2.0（Ver 1.19） - 2012年10月10日稼働、これより8thシーズン。